# فرناندا د اوتره‌را
فرناندا دِ اوتره‌را (اسپانیایی: Fernanda de Utrera‎؛ ۹ فوریهٔ ۱۹۲۳–۲۴ اوت ۲۰۰۶) خواننده اهل اسپانیا بود.
او را یکی از بزرگترین خوانندگان سبک سولئه‌آی فلامنکو در تمامی اعصار می‌دانند.